# Planta psicoactiva
Una planta psicoactiva és qualsevol planta que afecta les funcions del sistema nerviós central (el cervell i/o la medul·la espinal). Els principis actius que contenen aquestes plantes tenen capacitat per inhibir el dolor, modificar l'estat anímic o alterar les percepcions sensorials. Segons el seu efecte, aquest gran grup es pot subdividir en plantes estimulants, al·lucinògenes, psicodèliques, enterògenes, narcòtiques i nootròpiques, entre d'altres.
Aquest és un llistat de les més utilitzades:
| - Acorus calamus - Anamirta cocculus - Areca cathechu - Argemona mexicana - Argyreia nervosa - Arthemisia absinthum - Atropa belladonna - Banisteria caapi - Calea zacatechichi - Calia secundiflora - Calliandra anomala - Camellia chinensis - Cannabis sativa - Catha edulis - Catharantus roseus - Coffea arabica - Cola acuminata - Coriaria myrtifolia - Corynanthe yohimbe - Coryphanta macromeris - Cytisus scoparius - Datura stramonium - Ephedra sinica - Erythrina sp. - Erythroxylon catuaba - Erythroxylon coca - Eschscholtzia californica - Foeniculum vulgare - Heimia salicifolia - Humulus lupulus - Hydrangea paniculata - Hyoscyamus niger - Ilex paraguayensis - Ilex vomitoria - Iochroma sp. - Ipomea tricolor - Juniperus macropoda - Kaempferia galanga | - Lactuca virosa - Lagochilus inebrians - Leonotis leonurus - Leonurus sibiricus - Lobelia inflata - Lophophora williamsii - Mandragorum officinarum - Meremia tuberosa - Mirabilis multiflora - Myristica fragrans - Nepeta cataria - Nicotiana glauca - Nicotiana rustica - Nicotiana tabacum - Papaver somniferum - Passiflora incarnata - Paullinia cupana - Peganum harmala - Petroselinum crispum - Piper betle - Piper methysticum - Piptadenia peregrina - Polygala sibirica - Psilocybe mexicana - Rauwolfia serpentina - Salvia divinorum - Sassafras officinale - Sophora secundiflora - Strychnos nux vomica - Theobroma cacao - Trichocereus pachanoi - Turbina corymbosa - Turnera diffusa - Vaccinium uliginosum - Valeriana officinalis - Virola carophylla - Voacanga africana - Withania somnifera |